# Karol Łukaszewicz
Karol Łukaszewicz (ur. 2 lipca 1901 w Krakowie, zm. 1 lipca 1973 we Wrocławiu) – polski teatrolog, reżyser, przyrodnik, organizator i pierwszy polski dyrektor wrocławskiego zoo.

## Życiorys
Był synem Karola, lekarza dentysty, i Teresy z Jabłońskich; przyrodnikiem, autorem prac botanicznych był też jego starszy brat Józef Karol. Karol Łukaszewicz był absolwentem szkoły teatralnej (1921–1924) i konserwatorium muzycznego (1925-1928) w Krakowie. Przyrodą, a zwłaszcza problemami hodowli dzikich zwierząt, interesował się już w latach 20. XX w., odbywając wiele podróży szkoleniowych do zagranicznych zoo oraz studiując we własnym zakresie literaturę przedmiotu.
Był organizatorem krakowskiego zoo, gdzie też pracował do 1939, a także współorganizatorem i współpracownikiem katowickiego Muzeum Przyrodniczego (od 1925) i współpracownikiem Muzeum Przyrodniczego PAN w Krakowie (w 1946). Jednocześnie, w latach 20. i 30. XX w. oraz w 1945–1947, pracował jako przewodnik turystyczny w Krakowie i Wieliczce, w 1929-1939 r. wykładał historię teatru, tańca i sztuki w krakowskiej Szkole Dramatycznej, a także uczył tam języków obcych oraz był reżyserem szeregu baletów.
1 czerwca 1947 objął posadę dyrektora wrocławskiego zoo, które uległo prawie całkowitemu zniszczeniu w czasie wojny. Od podstaw odtworzył kolekcję zwierząt, przeprowadził remont zniszczonych budynków i doprowadził do otwarcia ogrodu 18 lipca 1948. W 1957 dzięki jego staraniom zoo otrzymało wielki obszar przylegający od wschodu do dotychczasowego terenu ogrodu, podwajając powierzchnię. Z inicjatywy Łukaszewicza powstał około 1955 r. budynek akwarium (wykorzystano na to przebudowane poniemieckie obiekty gospodarcze). W 1966 r. utracił stanowisko dyrektora, lecz pracował jeszcze w Zoo wrocławskim do emerytury w 1969.
W 1968 doktoryzował się na Uniwersytecie Wrocławskim pracą poświęconą turowi. Był autorem około 100 prac naukowych i popularnonaukowych, wykonywał też ilustracje zwierząt do wydawnictw i na wystawy.
Pochowany na krakowskim cmentarzu Rakowickim.

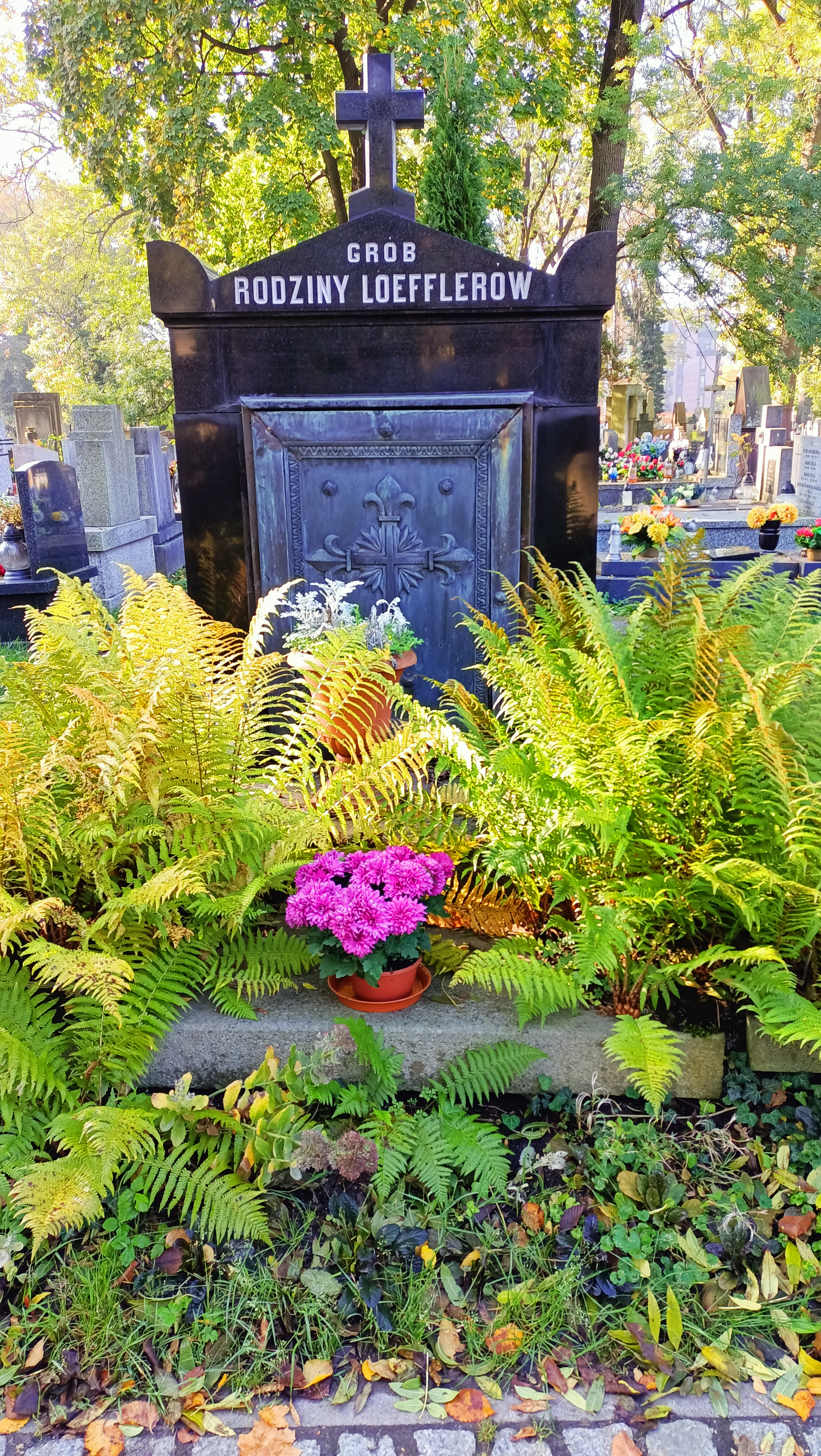
Grób Karola Łukaszewicza na Cmentarzu Rakowickim w Krakowie

Książki autorstwa Karola Łukaszewicza:
- Kikuś i Czykita, czyli - co rzadko bywa - dwu małpek brazylijskich historia szczęśliwa. Wydawca: L.J. Jaroszewski. Księgarnia Wydawnicza, Kraków, 1946
- Król oceanu. Wydawca: L.J. Jaroszewski. Księgarnia Wydawnicza, Kraków, 1948.
- Ogrody zoologiczne. Wczoraj, dziś, jutro. Wiedza Powszechna, 1975 (wyd. pośmiertne)
- Zwierzęta wytępione. Nasza Księgarnia, 1958
- Przewodniki po Zoo w Krakowie (1939) i Wrocławiu (1957 i 1965)

Wybrane artykuły Karola Łukaszewicza:
- Łukaszewicz K. i Sembrat K., 1952: Z badań nad mieszańcami świni i dzika. Wszechświat, zeszyt 3/6 107–110.